# Campionati italiani di duathlon del 2007
I Campionati italiani di duathlon del 2007 sono stati organizzati dalla Federazione Italiana Triathlon e si sono tenuti a Rivergaro in Emilia-Romagna, in data 15 aprile 2007
Tra gli uomini ha vinto Daniel Hofer ( Carabinieri), mentre la gara femminile è andata a Laura Giordano (Silca Ultralite).

## Risultati

### Élite uomini
| Pos. | Atleta                  | Società sportiva   | Corsa    | Bici     | Corsa    | Totale   |
| ---- | ----------------------- | ------------------ | -------- | -------- | -------- | -------- |
|      | Daniel Hofer            | Carabinieri        | 00:33:55 | 01:02:22 | 00:15:24 | 01:51:41 |
|      | Alessio Picco           | T.D. Rimini        | 00:33:56 | 01:02:28 | 00:15:39 | 01:52:03 |
|      | Fabrizio Baralla        | Jhonny Tri Forhans | 00:34:59 | 01:01:25 | 00:15:50 | 01:52:14 |
| 4    | Massimo Cigana          | Bianchi-Keyline    | 00:35:00 | 01:01:26 | 00:15:52 | 01:52:18 |
| 5    | Alberto Alessandroni    | Fiamme Oro         | 00:34:58 | 01:01:25 | 00:16:21 | 01:52:44 |
| 6    | Cristian Casali         | CUS Parma Medel    | 00:34:59 | 01:01:32 | 00:16:18 | 01:52:49 |
| 7    | Alessandro Lambruschini | Fiamme Oro         | 00:33:53 | 01:02:33 | 00:16:26 | 01:52:52 |
| 8    | Fabio Guidelli          | Jhonny Tri Forhans | 00:34:23 | 01:01:50 | 00:16:44 | 01:52:57 |
| 9    | Alberto Casadei         | Bianchi-Keyline    | 00:34:59 | 01:01:39 | 00:16:28 | 01:53:06 |
| 10   | Corrado Armuzzi         | T.D. Rimini        | 00:34:10 | 01:02:11 | 00:16:55 | 01:53:16 |
| 11   | Andrea Pasquinelli      | Poletti            | 00:35:00 | 01:01:31 | 00:17:24 | 01:53:55 |
| 12   | Lorenzo Stefani         | Jhonny Tri Forhans | 00:33:55 | 01:03:14 | 00:17:27 | 01:54:36 |
| 13   | Alessandro Alessandri   | T.D. Rimini        | 00:33:57 | 01:03:20 | 00:18:16 | 01:55:33 |
| 14   | Danilo Brustolon        | Fiamme Oro         | 00:36:44 | 01:03:14 | 00:16:23 | 01:56:21 |
| 15   | Manuel Nulli            | CUS Trento CTT     | 00:35:46 | 01:03:59 | 00:16:51 | 01:56:36 |
| 16   | Marco Verardo           | T.D. Rimini        | 00:35:26 | 01:04:31 | 00:16:47 | 01:56:44 |
| 17   | Matteo Bruletti         | Peperoncino Team   | 00:36:06 | 01:03:52 | 00:16:50 | 01:56:48 |
| 18   | Massimo Torsani         | T.D. Rimini        | 00:35:28 | 01:04:29 | 00:16:59 | 01:56:56 |
| 19   | Gianluca Calfapietra    | Jhonny Tri Forhans | 00:35:27 | 01:04:29 | 00:17:02 | 01:56:58 |
| 20   | Massimiliano Locci      | Cerbero            | 00:36:36 | 01:03:24 | 00:17:07 | 01:57:07 |

### Élite donne
| Pos. | Atleta              | Società sportiva               | Corsa    | Bici     | Corsa    | Totale   |
| ---- | ------------------- | ------------------------------ | -------- | -------- | -------- | -------- |
|      | Laura Giordano      | Silca Ultralite                | 00:37:03 | 01:12:29 | 00:18:27 | 02:07:59 |
|      | Cristina Clerico    | Valle Gesso Sport              | 00:38:51 | 01:15:26 | 00:19:20 | 02:13:37 |
|      | Ljudmilla Di Bert   | Triathlon Cremona Stradivari   | 00:39:35 | 01:15:27 | 00:19:41 | 02:14:43 |
| 4    | Maria Alfonsa Sella | CUS Catania                    | 00:41:02 | 01:16:28 | 00:19:27 | 02:16:57 |
| 5    | Giuliana Lamastra   | Trisports.it Team              | 00:42:27 | 01:15:11 | 00:20:20 | 02:17:58 |
| 6    | Anna Quagliaro      | CUS Udine                      | 00:42:31 | 01:15:07 | 00:20:22 | 02:18:00 |
| 7    | Marta Miglioli      | CEMS Piacenza Triathlon        | 00:42:14 | 01:15:09 | 00:20:53 | 02:18:16 |
| 8    | Maria Pezzarossa    | CUS Parma Medel                | 00:42:25 | 01:15:09 | 00:21:00 | 02:18:34 |
| 9    | Antonella Calò      | Torrino Triathlon Team         | 00:42:17 | 01:15:21 | 00:21:22 | 02:19:00 |
| 10   | Patrizia Dorsi      | Pro Piacenza Team              | 00:43:10 | 01:15:59 | 00:20:46 | 02:19:55 |
| 11   | Cristina Giribon    | Fiamme Oro                     | 00:43:12 | 01:16:05 | 00:20:50 | 02:20:07 |
| 12   | Mayte Mascherpa     | Torino 3                       | 00:43:42 | 01:15:21 | 00:21:59 | 02:21:02 |
| 13   | Bruna Cancelli      | Junior Club Triathlon Vigevano | 00:44:47 | 01:14:34 | 00:21:49 | 02:21:10 |
| 14   | Elisabetta Stampi   | CUS Ferrara                    | 00:43:42 | 01:16:00 | 00:21:31 | 02:21:13 |
| 15   | Jacqueline White    | Torino 3                       | 00:44:47 | 01:14:42 | 00:22:09 | 02:21:38 |
| 16   | Costanza Martinelli | Minerva Roma                   | 00:44:10 | 01:15:12 | 00:22:25 | 02:21:47 |
| 17   | Elke Innerebner     | Canottieri Napoli              | 00:43:05 | 01:16:14 | 00:22:29 | 02:21:48 |
| 18   | Daniela Pallaro     | Padova Triathlon               | 00:42:28 | 01:17:33 | 00:22:02 | 02:22:03 |
| 19   | Monica Ferrari      | Fumane Triathlon Zenage        | 00:43:44 | 01:16:15 | 00:22:30 | 02:22:29 |
| 20   | Manuela Ascoli      | Minerva Roma                   | 00:46:04 | 01:19:43 | 00:22:37 | 02:28:24 |